# الجامعة التقنية الوطنية
الجامعة التقنية الوطنية مؤسسة تعليم عالي أوكرانية، (بالأوكرانية: Національний технічний університет «Харківський політехнічний інститут») هي جامعة تقع في خاركيف أوبلاست، أوكرانيا. تأسست هذه الجامعة في سنة 1885